# 沙龍捲
沙龍捲是指在沙地捲著沙的龍捲風。主要在沙漠發生。進入的人和動物足以致命。在極端乾燥的沙漠可以每日出現，在非洲的沙漠可以每年出現5000-7000次沙龍捲。